# Ostuni
Ostuni é uma comuna italiana da região da Puglia, província de Brindisi, com cerca de 32.216 habitantes. Estende-se por uma área de 223 km², tendo uma densidade populacional de 144 hab/km². Faz fronteira com Carovigno, Ceglie Messapica, Cisternino, Fasano, Martina Franca (TA), San Michele Salentino, San Vito dei Normanni.

## Demografia
| Variação demográfica do município entre 1861 e 2011                               |
|                                                                                   |
| Fonte: Istituto Nazionale di Statistica (ISTAT) - Elaboração gráfica da Wikipedia |